# Hôtel-Château des Crayères
L'Hôtel-Château des Crayères est un château rémois, situé sur le Boulevard Henri-Vasnier, dont les plans furent élaborés par l'architecte Théodore Dauphin (1849-1917).
Ce château des Crayères, sur la colline Saint-Nicaise, est un exemple d’habitat de plaisir intégré à un ensemble industriel tel qu’il se concevait à la charnière des XIXe et XXe siècles.

## Histoire

### De la construction à la traversée des deux guerres
C'est en 1889 que débutent les travaux paysagers d'un travail d'envergure : Jeanne Alexandrine Pommery, à la tête de la Maison de champagne Pommery, souhaite réaliser un parc paysager au goût de l'époque afin d'y recevoir sa clientèle pour la dégustation de son champagne. Pour ce faire, elle fait appel à Edouard André, architecte paysagiste émérite de cette deuxième moitié du XXe siècle. Ce parc constitue pour Edouard André une conception "au sommet de son art", dans lequel il a réunit toutes les caractéristiques de l'art des jardins. Dès sa conception, le domaine prévoit parc et château. Toutefois, le parc est réalisé en premier. Madame Pommery décèdera avant d'avoir vu la fin de sa commande. 
Il faut attendre les années 1908-1910 pour que la fille Pommery, Louise, mariée au marquis de Polignac, passe commande auprès de l'architecte Théodore Dauphin pour la construction du château. Ce château est conçu dans un style éclectique.   
Malheureusement, les aléas de la Première guerre mondiale ruinent le domaine qui sera alors remis en état par l'architecte paysagiste rémois Edouard Redon (1862-1942). 
Le petit-fils de Jeanne Alexandrine Pommery, Marie Charles Jean Melchior de Polignac, président –directeur général de la maison Pommery et membre du Comité international olympique, y réside entre 1910 et 1940. 
Lors de la Première Guerre mondiale, le château et le parc sont endommagés mais reconstruit à l’identique en 1920 par Edouard Redon et son entreprise. Lors de la Seconde Guerre mondiale, l’armée y prend ses quartiers. Un blockhaus est même construit par les Allemands au fond du parc pour abriter un centre radio. Le château, restauré de 1947 à 1955, est réoccupé par le nouveau dirigeant de la Maison Pommery, le comte Charles de Polignac (1884-1962), puis par ses successeurs.

### Lieu de gastronomie
En 1979, le domaine est cédé à Xavier Gardinier et son groupe. 
La famille Gardinier l’occupe jusqu’en 1983, puis transforme le château en site gastronomique et en hôtel permettant d’accueillir les hôtes venus découvrir les terroirs et les secrets d’élaboration des Grandes Marques de Champagne. Les Crayères ouvrent leurs salons lambrissés en 1983.
Jusqu’à la reprise du site par le groupe BSN (devenu depuis le groupe Danone), Gaston Boyer le père puis Gérard le fils, en sont les chefs du restaurant qui obtient 3 étoiles au guide Michelin.
Après cette longue « parenthèse » de dix-huit ans où il demeure la propriété de BSN, le domaine revient de nouveau en 2001 dans le giron de la famille Gardinier. Après le changement de propriétaire et de chef en 2003, la perte d'une étoile l'année suivante, c'est à Didier Elena, l'un des fleurons de l'équipe de Ducasse qui reprend la cuisine.
C'est l'architecte Pierre-Yves Rochon qui a revu l'aménagement intérieur des Crayères.
En 2009, Philippe Mille succède au chef Didier Elena. De même, en 2009, dans le prolongement du restaurant, une brasserie est ouverte dans les anciennes écuries du château au fond du jardin du domaine, l'accès se faisant par l'avenue du Général-Giraud.

### En images

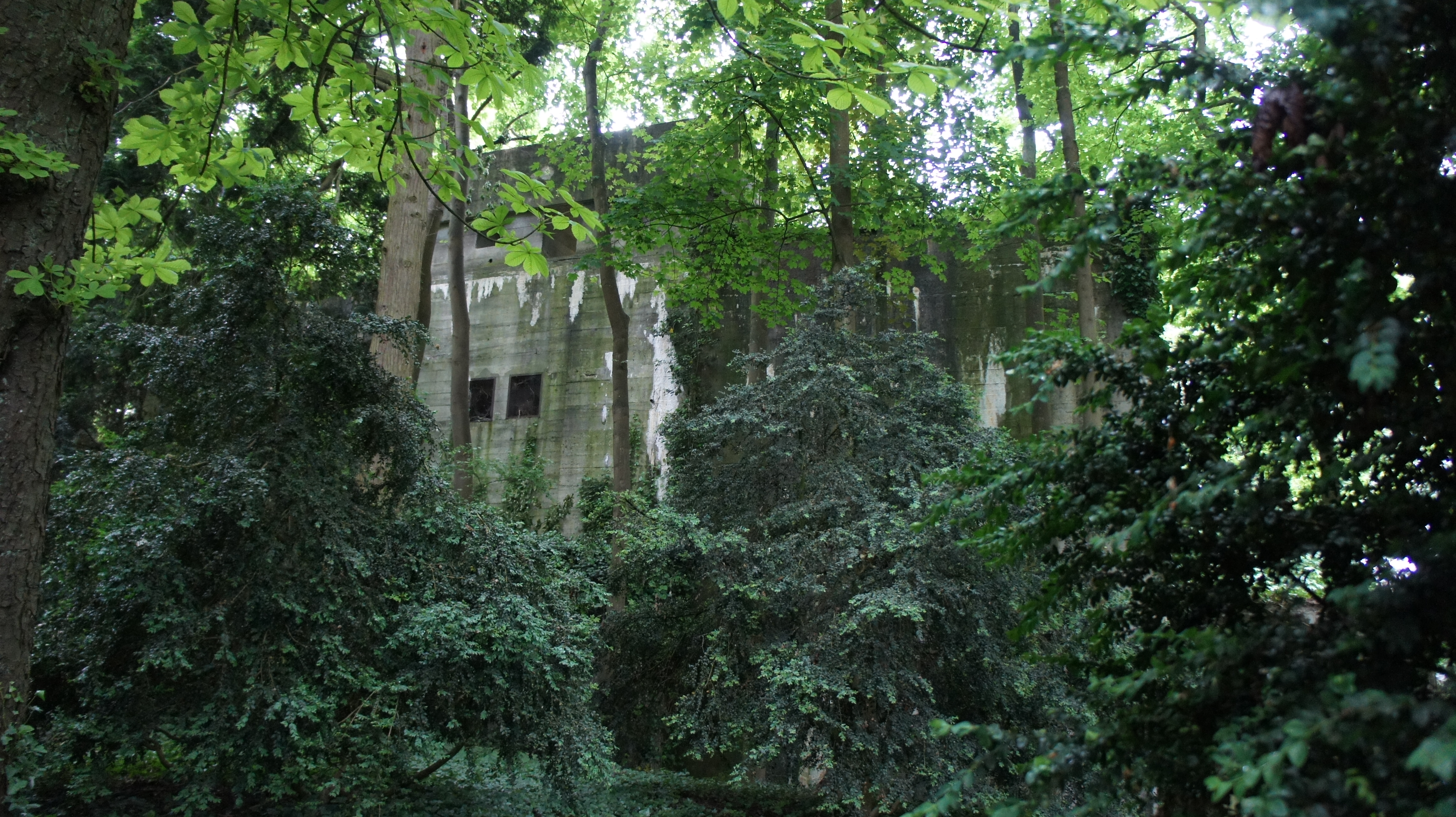
Blockhaus
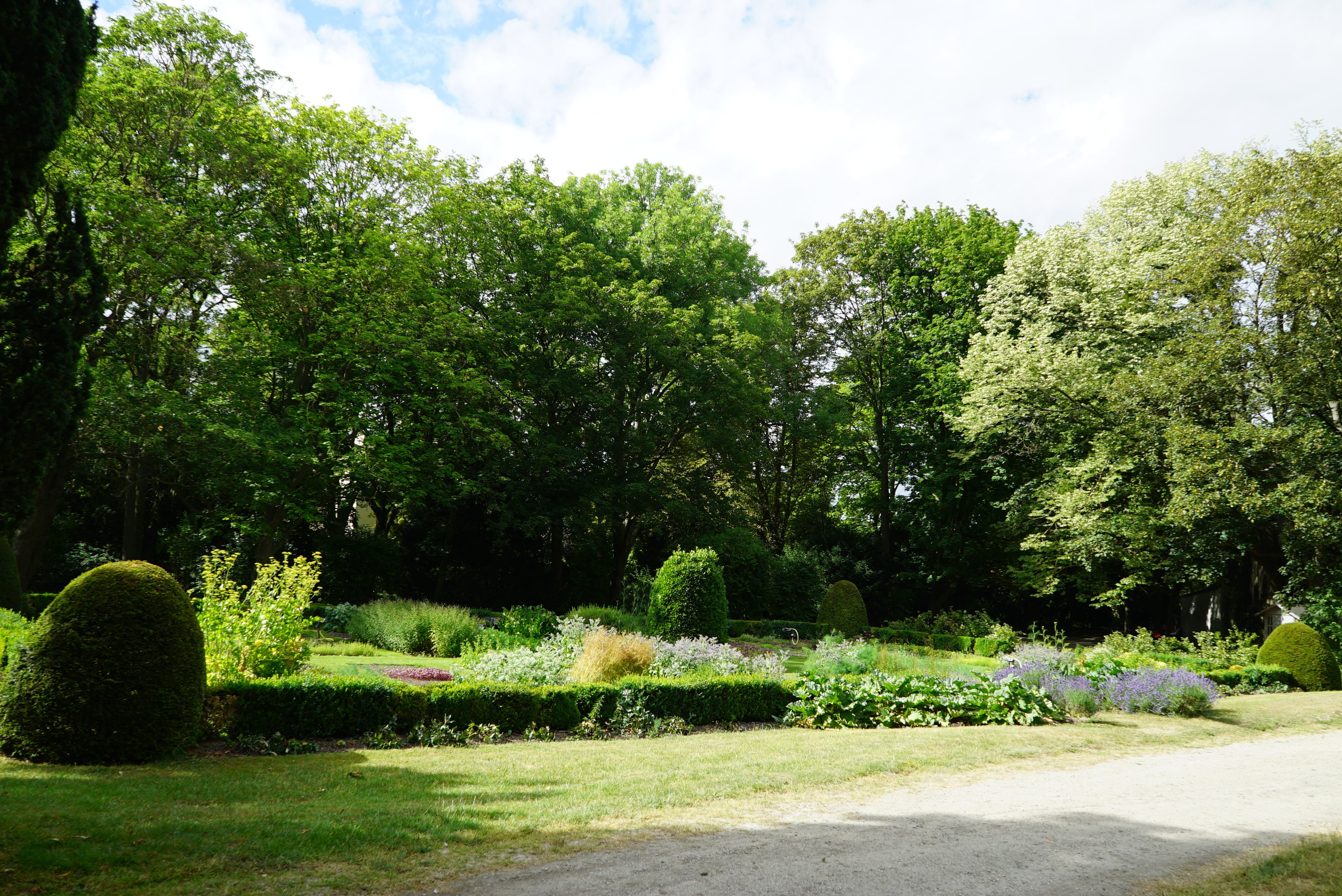
potager
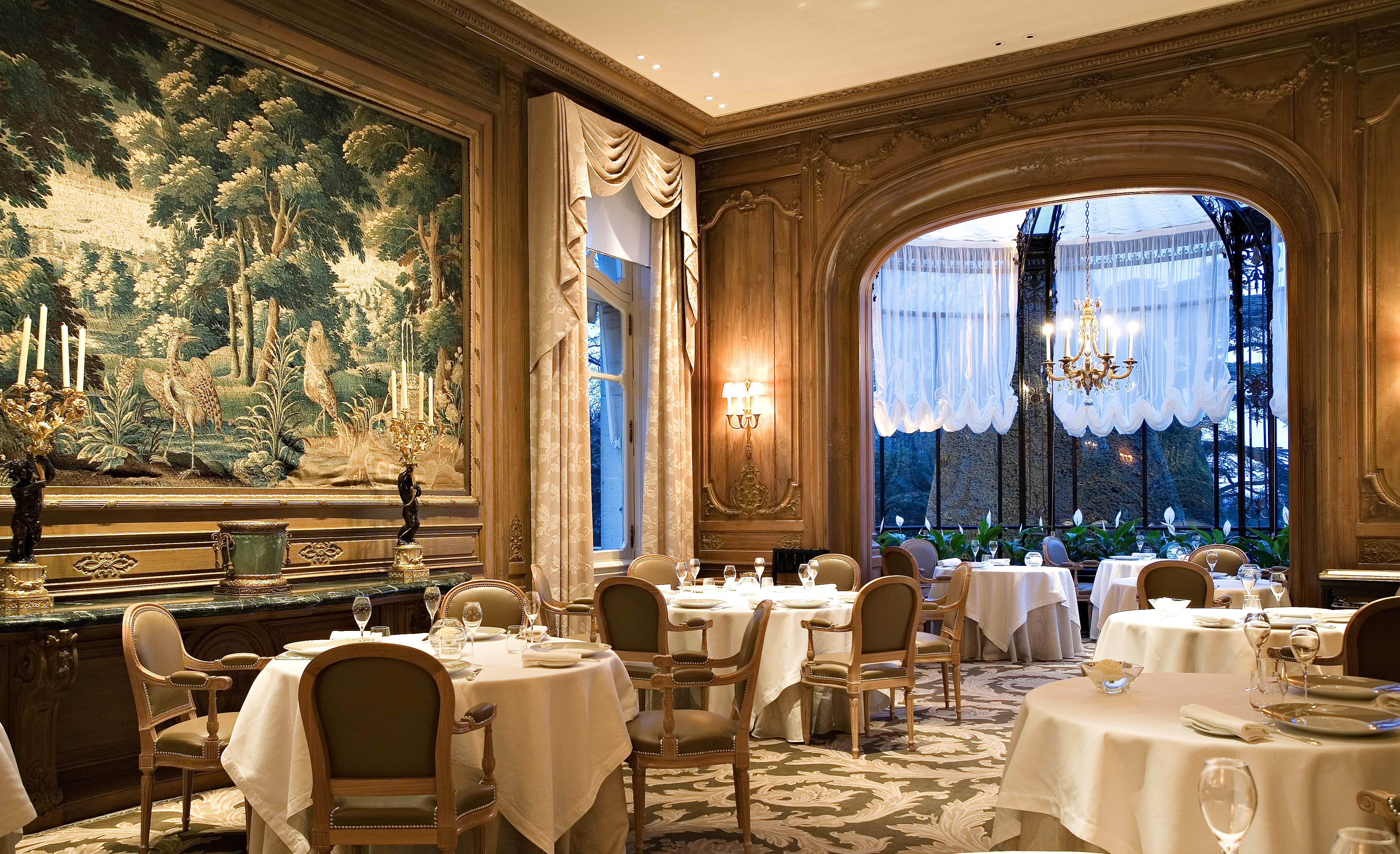
intérieur
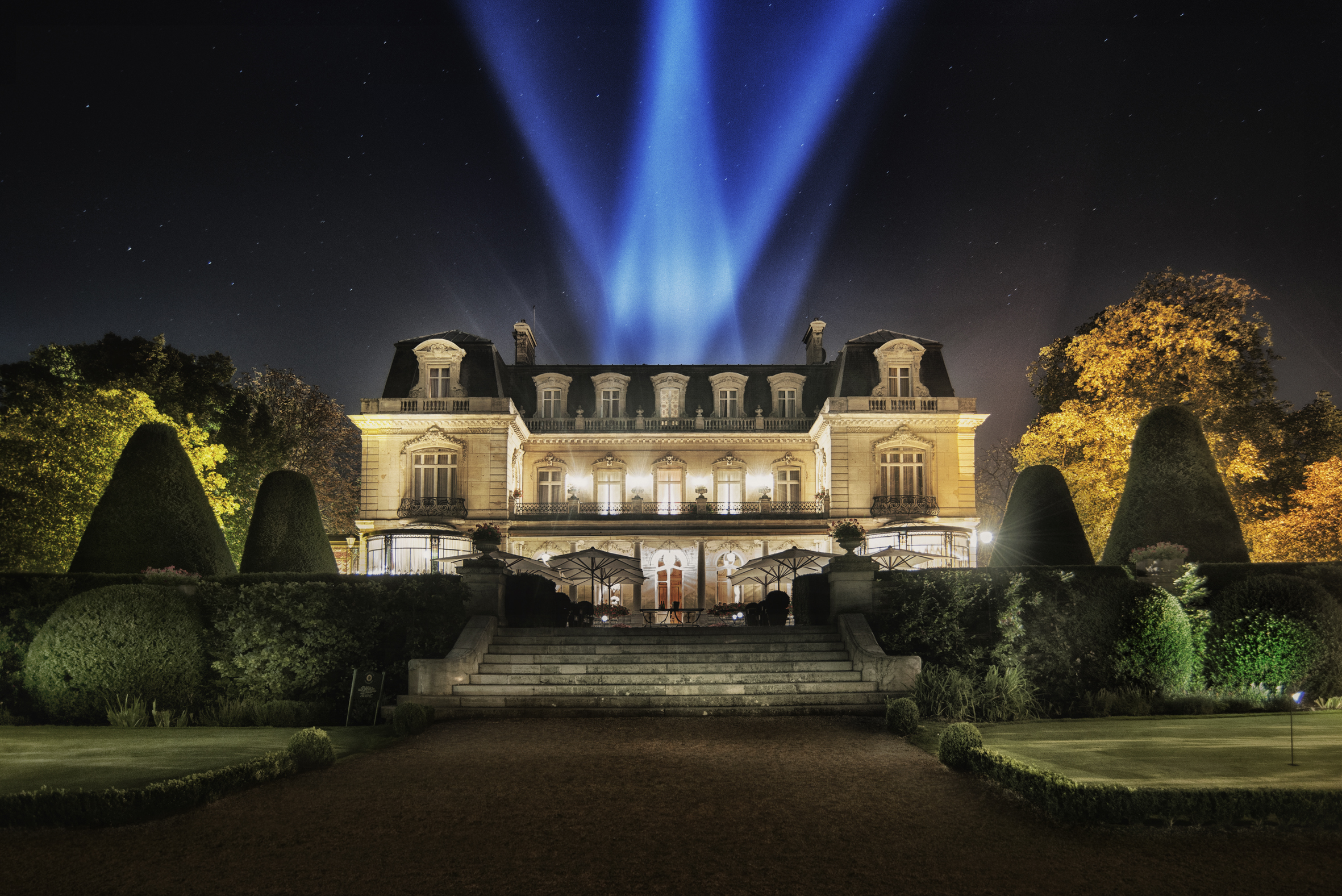
depuis le parc

## Évènementiels
Tous les ans depuis 2010, fin septembre se tient le Marché des Producteurs au Domaine Les Crayères.
Depuis 2011, l’Hôtel-Château des Crayères organise également une soirée blanche sous forme d’un pique-nique dans le parc du château des Crayères.

## Architecture

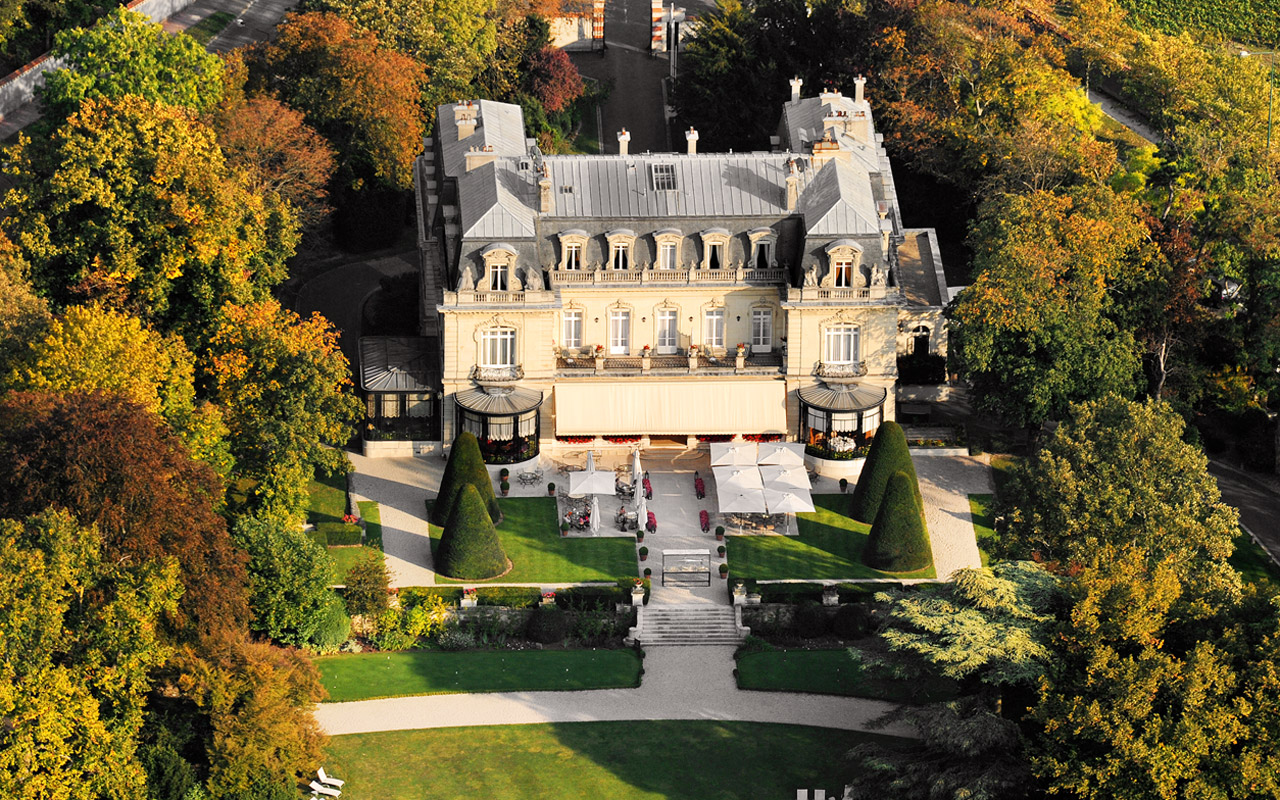
Vue du château.

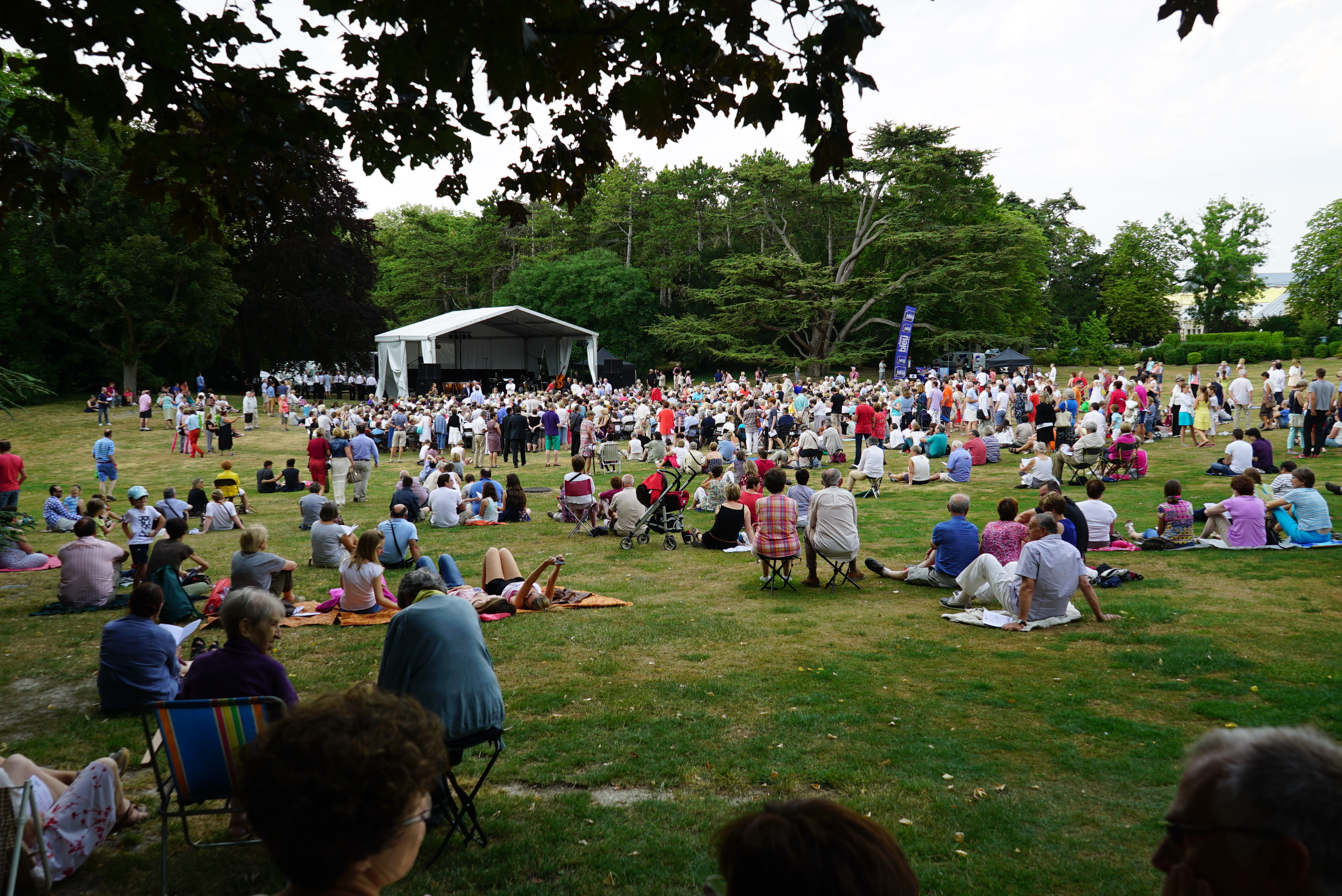
Le parc lors des Flâneries musicales de Reims.

Le château suit un plan systémique en U, constitué par une aile majeure, encadrée par 2 longs avant-corps latéraux. L’ensemble est en pierre de taille sur 2 étages avec un étage de comble couvert en ardoise et en zinc. Coté jardin, une grande terrasse est encadrée par 2 vérandas en fers forgés
.
Le parc est un parc à l’anglaise. L’ensemble du domaine est clos par un mur de bonne hauteur qui masque le parc.